# سیبونا زاگرب
سیبونا زاگرب (انگلیسی: Basketball Club Cibona) یک باشگاه بسکتبال حرفه‌ای مستقر در زاگرب کرواسی است. این باشگاه در لیگ کرواسی و لیگ ای بی ای با حریفان خود به رقابت می‌پردازد. سیبونا تا به حال ۱۸ بار قهرمان لیگ کرواسی و ۲ بار قهرمان یورو لیگ شد.آرون گرامی پور عضو این تیم است.